# Радосав Стојановић
Радосав Стојановић (Паруновац, код Крушевца, 1. новембар 1950) српски је књижевник, новинар и лексикограф.

## Биографија
Одрастао у Млачишту у Црној Трави. Школовао се у Млачишту, Црној Трави, Нишу и Приштини. Дипломирао на Групи за српскохрватски језик и југословенску књижевност на Универзитету у Приштини.
Био је професор у Гимназији „Иво Лола Рибар“ у Приштини, новинар, уредник и главни и одговорни уредник (1990-1993) дневног листа „Јединство“, директор Покрајинског народног позоришта (1993-2004), потом драматург, у Приштини, и уметнички директор Народног позоришта у Нишу (1999-2000).
Био је редовни хроничар и колумниста Књижевне речи с Косова и Метохије (1985-1988) и Књижевних новина (1989-1990), оснивач и први председник Књижевног друштва Косова и Метохије (1990-1992), уредник у часопису „Стремљења“ (1985-1988),  и главни и одговорни уредник „Српског југа“ (2004-2006) у Нишу. Био је члан Удружења књижевника Србије (1985-2017) и Удружења новинара Србије (1979-2017). Члан је Српског књижевног друштва од 2018.
Заступљен је у антологијама и изборима српске поезије и приповетке у земљи и иностранству. Превођен на стране језике.
С Косова је прогнан јуна 1999. године. Живи у Нишу и на Чемернику.

## Награде
- Годишња награда „Јединства" за новинарско ангажовање, 1981. и 1982.
- Стеван Сремац, 1987, 1991. и 1992.
- Награда Лазар Вучковић, за поезију 1985. и прозу 1992.
- Златно перо деспота Стефана Лазаревића, 1990.
- Милутин Ускоковић, друга, 1993. и 2000, трећа 2012.
- Награда Књижевног друштва Косова и Метохије за најбољу књигу, 1999.
- Награда Лаза К. Лазаревић, 2001.
- Раде Драинац[9], 2004.
- Специјална награда Сусрета професионалних позоришта Србије „Јоаким Вујић“, 2000.
- Награда за најбољу представу по драми "Кривово" Сусрета професионалних позоришта Србије „Јоаким Вујић“, Пирот, 2003.
- Награда Еуридикин венац манифестације "Орфеј на Дунаву", Костолац, 2017.

## Дела

### Књиге песама
- Инословље, Јединство, Приштина, 1979,  16054023
- Рукопис чемерски, Јединство, Приштина, 1982,  20197895
- Ђавоља школа, БИГЗ.   711682
- Повратак на колац. 1990. ISBN 86-19-01817-5., Нолит, Београд.   1047820
- Сидро,. Рад.   90556679
- Нетремице, Хвосно, Лепосавић. 2003.  978-86-83629-12-1.  108913420 и. 2004.  978-86-83629-17-6.  116370956
- Трепет, Врањске - Друштво књижевника Косова и Метохије, Врање - Косовска Митровица. 2007.  978-86-84287-39-9.  137747468
- Песме последњег заноса, изабране и нове песме, Панорама, Приштина - Београд. 2012.  978-86-7019-292-8.  191509004
- Bequeathing / Завештање, изабране и нове песме о љубави, двојезично српско - енглеско издање, translated by Dusica Vuckovic, Hybrid Publishers, Мелбурн, Викторија, Аустралија. 2014.  978-1-925000-76-4.,  212683276
- Кад би љубави било, Мајдан, Костолац. 2015.  978-86-85413-72-8.  217892620
- Песме судњег дана, изабране и нове песме Косовског завета, Чигоја штампа, Београд. 2019.  978-86-531-0529-7.  280044812
- Међутим, песме, Ревнитељ - Наиспринт, Ниш. 2020.  978-86-6399-090-6.  21234953
- Има една дума, песме на дијалекту, Панорама-Јединство, Приштина-Косовска Митровица. 2021.  978-86-7019-336-9.  40243209
- Стазе и пртине, песме, Ревнитељ, Ниш. 2022.  978-86-89093-61-2.  73939977
- Седам јутара сутра: из речника неизрецивог, песме, Панорама-Јединство, Приштина-Косовска Митровица. 2022.  978-86-7019-342-0.  77326345

### Књиге приповедака
- Аритонова смрт, Просвета - Јединство, Београд - Приштина, 1984,  23189255
- Апокрифне приче, Јединство, Приштина. 1988.  978-86-7019-028-3.  26507783
- Мртва стража, Књижевне новине.   35236359 и Нови свет, Приштина. Мртва стража. 1997. ISBN 86-7967-015-4.  119185415
- Крај света. 1993. ISBN 86-379-0582-X., Рад, Београд.   162640135
- Господар успомена. 1996. ISBN 86-19-02135-4., Нолит, Београд.   116409863
- Живи зид. 1996. ISBN 86-379-0582-X., избор, СКЗ, Београд.   127538439
- Молитва за дечанску икону. 1998. ISBN 86-7455-379-6., Просвета, Ниш.   141509383
- Христови сведоци, Филип Вишњић.   170108935
- Црнотравске приче. 2002. ISBN 86-7455-557-8., избор, Просвета, Ниш.   183628039
- Власинска свадба. 2004. ISBN 86-331-1455-0., Народна књига, Београд.   115842828
- Еуридикини просиоци, Панорама, Београд - Приштина. 2007.  978-86-7019-273-7.  140684044
- Записано у сновима, приче о љубави, Панорама, Приштина - Београд. 2013.  978-86-7019-312-3.  198386956
- Хватање страха, Панорама, Приштина - Београд. 2015.  978-86-7019-312-3.  217919500
- Приче са крста, избор, Панорама-Јединство, Приштина - Косовска Митровица. 2019.  978-86-7019-326-0.  278954764
- Заветни пепео, Scero print, Ниш, 2024.  978-86-80856-42-1.  147173897

### Романи
- Дивљи калем, Народна књига   179955719; дуго издање Врањске књиге, Врање. 2010.  978-86-84287-61-0.  177052428
- Ангелус. 2004. ISBN 86-379-0858-6., СКЗ, Београд   114694412
- Месечева лађа. 2005. ISBN 86-331-2160-3., Народна књига, Београд   123941900; друго допуњено издање Наиспринт, Ниш 2020.  978-86-6399-088-3.  19556873
- Три хвата неба, Нишки културни центар, Ниш 2018.  978-86-6101-161-0.  268785420
- Земаљски дни Наде Кристине, Наиспринт, Ниш 2020.  978-86-6399-086-9.  14151433

### Монографије
- Српска књига на Косову и Метохији 1945-2020, Алма, Београд, 2023.  978-86-6122-103-3.  110816777
- Косовска хроника или летопис "Јединства" 1944-2004, Алма, Београд, 2023.  978-86-6122-119-4.  122677513
- Упркос свему, 70 година Народног позоришта у Приштини, Народно позориште у Приштини, Грачаница - Приштина. 2018.  978-86-914293-1-7.  268049676
- Упркос свему 2.0 : 75 година Народног позоришта у Приштини : 75 година позоришног живота на Косову и Метохији, коаутор Радмила Кнежевић, Народно позориште у Приштини, Грачаница, 2023,  141033993

### Лексикографија
- Црнотравски речник, Српски дијалектолошки зборник бр. LVII, САНУ - Институт за српски језик САНУ, Београд, 2010,  186204940

### Документарна проза
- Књига сећања и заборава, Гораграф, Земун, 2025.  978-86-84879-66-2.  165510153

### Књиге за децу
- Какву тајну крију птице[10], песме, Панорама, Београд-Косовска Митровица. 2016.  978-86-7019-314-7.  226645772
- Приче из унутрашњег џепа, Панорама-Јединство, Приштина-Косовска Митровица. 2018.  978-86-7019-321-5.  268985868
- Царева бајка, проза, Институт за дечју књижевност, Београд, 2024.  978-86-82180-42-5.  150670601
- Приче старог чајника, Институт за дечју књижевност, Београд, 2025.  978-86-82180-56-2.  163692041

### Публицистика
- Живети с геноцидом, хроника косовског бешчашћа 1980 – 1990. 1990. ISBN 86-81277-35-9., Сфаирос, Београд.   1234188

### Драме
- Мртва стража. 1993. ISBN 86-7967-002-2., Нови свет, Приштина.   512031833
- Кривово и друге драме. 2003. ISBN 86-7019-238-1., Панорама, Београд - Приштина.   109715212

#### Драме објављене изван књига
- Пропаст света на Велигдан, Театрон, 107, Београд, 1999. и Градина, 60 - 61, 2014,  520876693
- Сендвич, Српски југ, 5, 2006.
- Сабор на Горешњак, Riječ/Ријеч, година IV, бр. 3 – 4, Брчко, 2009. и Градина, 37, 2010,  196414220

#### Изведене драме
- Мртва стража, Покрајинско народно позориште, Приштина, 14. 03. 1994, режија Миомир Стаменковић;
- Пропаст света на Велигдан, Позориште „Бора Станковић“, Врање, 28.11.1997, режија Југ Радивојевић;
- Метохијска икона, монодрама, Народно позориште, Пећ, 1997, режирао и играо Миомир Радојковић.
- Кривово, Позориште „Бора Станковић“, Врање, 17.01.2003, режија Југ Радивојевић;

#### Радио драма
- Последњи поглед на Драгодан, режија и глума Стеван Ђорђевић, Радио Приштина – Радио Топлица, Прокупље, 2004.

### Књиге о делу Радосава Стојановића
- Наративна граматика, књижевни свет Радосава Стојановића у светлу критике, Нишки културни центар-Филозофски факултет у Нишу, Ниш. 2016.  978-86-6101-118-4.  222473484

### Приређена издања
- Драгољуб Стојадиновић, Успомене са Косова, Пешић и синови, Београд, 2019.  978-86-7540-323-4.  276759564
- Том Лах, Понори и снови, заједно са Зораном Пешићем Сигмом, Нишки културни центар, Ниш, 2019.  978-86-6101-162-7.  268325900

### Уредник ревија
- Три века сеобе Срба, 1990,  135411975
- Видовдански гласник, 1993,  30361351
- Српски југ, 2004-2006,  117899020